# Tracey Wainman
 (avril 2025).
Si vous disposez d'ouvrages ou d'articles de référence ou si vous connaissez des sites web de qualité traitant du thème abordé ici, merci de compléter l'article en donnant les références utiles à sa vérifiabilité et en les liant à la section « Notes et références ».
Tracey Wainman, née le 27 mai 1967, est une patineuse artistique canadienne, double championne du Canada en 1981 et 1986.

## Biographie

### Carrière sportive
Au début de sa carrière, Tracey Wainman est entraînée par Ellen Burka au Toronto Cricket, Skating and Curling Club. À l'été 1981, elle déménage à Orillia pour travailler avec Dough Leigh, l'entraîneur de Brian Orser. Elle arrête le patinage pendant la saison 1983/1984 et retourne ensuite travailler avec Ellen Burka à Toronto.
Tracey Wainman est double championne du Canada en 1981 et 1986.
Elle est nommée athlète féminine de l'année au Canada en 1981 à l'âge de 13 ans
Elle représente son pays à un mondial junior (1978 à Megève), trois mondiaux seniors (1980 à Dortmund, 1981 à Hartford et 1986 à Genève). Elle n'est jamais sélectionnée pour participer aux  Jeux olympiques d'hiver.
Elle obtient le prix Bobbie-Rosenfeld en 1981.
Elle quitte les compétitions sportives après les mondiaux de 1986.

### Reconversion
Tracey Wainman patine professionnellement dans des spectacles tels que Holiday on Ice et Ice Capades.
Elle devient ensuite entraîneur et directeur de patinage à la York Region Skating Academy à Richmond Hill en Ontario. Elle entraîne notamment Alexandra Najarro et Roman Sadovsky.

### Vie privée
Tracey Wainman épouse en 1987 le patineur tchécoslovaque Jozef Sabovčík et donne naissance à leur fils Blade au printemps 1992 ; le couple se sépare.

## Palmarès
| Compétitions principales      | 1978    | 1979    | 1980    | 1981    | 1982    | 1983    | 1984    | 1985    | 1986    |  |  |  |  |  |
| Jeux olympiques d'hiver       |         |         |         |         |         |         |         |         |         |  |  |  |  |  |
| Championnats du monde         |         |         | 14e     | 10e     |         |         |         |         | 9e      |  |  |  |  |  |
| Championnats du Canada        |         |         | 3e      | 1re     | 3e      | 7e      | F       | 4e      | 1re     |  |  |  |  |  |
| Championnats du monde juniors | 6e      |         |         |         |         |         |         |         |         |  |  |  |  |  |
|                               |         |         |         |         |         |         |         |         |         |  |  |  |  |  |
| Autres compétitions           | 1977/78 | 1978/79 | 1979/80 | 1980/81 | 1981/82 | 1982/83 | 1983/84 | 1984/85 | 1985/86 |  |  |  |  |  |
| Skate America                 |         |         |         |         |         |         |         |         | 2e      |  |  |  |  |  |
| Skate Canada                  |         |         |         | 2e      | 1re     |         |         |         |         |  |  |  |  |  |
| Moscou Skate                  |         |         |         |         |         |         |         |         | 4e      |  |  |  |  |  |
| Légende : F = Forfait         |         |         |         |         |         |         |         |         |         |  |  |  |  |  |